# Бернак-Дебат
Берна́к-Деба́т (фр. Bernac-Debat, окс. Bernac Devath) — коммуна во Франции, находится в регионе Юг — Пиренеи. Департамент — Верхние Пиренеи. Входит в состав кантона Семеак. Округ коммуны — Тарб.
Код INSEE коммуны — 65083.

## География

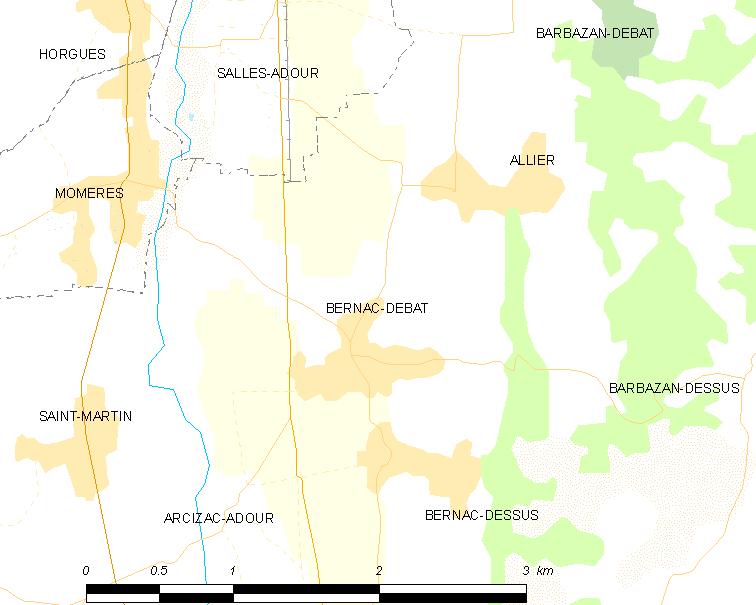
Карта коммуны

Коммуна расположена приблизительно в 660 км к югу от Парижа, в 120 км юго-западнее Тулузы, в 8 км к юго-востоку от Тарба.
Коммуна расположена в местности Бигорр. На западе коммуны протекает река Адур, а на востоке проходит канал Аларик.

## Климат
Климат умеренно-океанический с солнечной тёплой погодой и обильными осадками на протяжении практически всего года.

## Население
Население коммуны на 2010 год составляло 659 человек.
| 1962 | 1968 | 1975 | 1982 | 1990 | 1999 | 2010 |
| ---- | ---- | ---- | ---- | ---- | ---- | ---- |
| 408  | 439  | 503  | 461  | 528  | 552  | 659  |

## Администрация
| Период | Период | Фамилия        | Партия                              | Примечания |
| ------ | ------ | -------------- | ----------------------------------- | ---------- |
| 1983   | 2004   | Луи Сен-Макари | Французская коммунистическая партия |            |
| 2004   | 2014   | Марк Феррандис | Зелёные                             |            |
| 2014   | 2020   | Мишель Дюбарри |                                     |            |

## Экономика
В 2010 году среди 413 человек трудоспособного возраста (15-64 лет) 311 были экономически активными, 102 — неактивными (показатель активности — 75,3 %, в 1999 году было 72,5 %). Из 311 активных жителей работали 296 человек (153 мужчины и 143 женщины), безработных было 15 (8 мужчин и 7 женщин). Среди 102 неактивных 29 человек были учениками или студентами, 50 — пенсионерами, 23 были неактивными по другим причинам.